# Thổ Tang
Thổ Tang là một thị trấn thuộc huyện Vĩnh Tường, tỉnh Vĩnh Phúc, Việt Nam.

## Địa lý
Thị trấn Thổ Tang nằm ở trung tâm huyện Vĩnh Tường, có vị trí địa lý:
- Phía đông giáp xã Vĩnh Sơn và xã Đại Đồng
- Phía tây giáp xã Tân Phú và xã Lũng Hòa
- Phía nam giáp xã Thượng Trưng
- Phía bắc giáp xã Lũng Hòa và xã Tân Tiến.

Thị trấn có diện tích 5,27 km², dân số năm 2007 là 14.049 người, mật độ dân số đạt 2.667 người/km².

## Hành chính
Thị trấn Thổ Tang được chia thành 6 tổ dân phố: Trúc Lâm, Nam Cường, Bắc Cường, Lá Sen, Đông Cả, Phương Viên.

## Lịch sử
Thổ Tang là vùng đất cổ có lịch sử lâu đời. Những hiện vật như bôn, đục, mảnh gốm... tìm thấy trong những cuộc khai quật khảo cổ học ở di chỉ Đồng Đậu, thị trấn Yên Lạc, huyện Yên Lạc (cách Thổ Tang 8 km), di chỉ Lũng Hòa (cách 2 km), đặc biệt là di chỉ Ma Cả nằm trên địa bàn Thổ Tang khai quật năm 1978 đã khẳng định Thổ Tang cũng là một trong những điểm cư trú làm ăn sinh sống của các cư dân người Việt cổ, cách ngày nay khoảng trên dưới 3.500 năm, vào nửa đầu thiên niên kỷ thứ hai trước Công nguyên, thuộc thời kỳ vành đai văn hóa Phùng Nguyên.
Cùng với những biến cố của lịch sử, xã Thổ Tang cũng có những thay đổi về địa vực hành chính và tên gọi khác nhau. Trong thời phong kiến tự chủ, Thổ Tang còn có tên gọi là Địa Tang, Làng Giang hay Kẻ Giang. Địa Tang vốn thuộc đất Phong Châu thừa hóa quận, dưới triều đại nhà Trần nằm trong châu Tam Đới, lộ Đông Đô, đến triều đại nhà Lê thuộc phủ Tam Đái, trấn Sơn Tây, đến thời nhà Nguyễn, năm Minh Mạng thứ 2 (1821) Thổ Tang thuộc về phủ Tam Đa, sang năm thứ 3 (1822) thuộc phủ Vĩnh Tường, tỉnh Sơn Tây. Sau khi thực dân Pháp xâm lược Việt Nam, để thuận tiện cho việc cai trị, ngày 29 tháng 12 năm 1899 toàn quyền Đông Dương quyết định thành lập tỉnh Vĩnh Yên, lúc này phủ Vĩnh Tường thuộc tỉnh Vĩnh Yên, có 8 tổng, với 78 làng. Trong đó tổng Lương Điền gồm các làng: Thổ Tang, Phương Viên, Đông Viên, Lạc Trung, Lương Điền, Lương Trù, Phong Doanh, Sơn Tang, Vân Ổ, Xuân Húc. Lỵ sở phủ Vĩnh Tường trước kia đặt ở Văn Trưng (tổng Kiên Cường), năm 1831 dời đến địa phận 3 làng Bồ Điền, Huy Ngạc và Yên Nhiên (tổng Thượng Trưng), đến năm 1914 phủ lỵ dời đến Thổ Tang (tổng Lương Điền), nay là địa điểm khu Ủy ban nhân dân thị trấn.
Sau Cách mạng Tháng Tám năm 1945, thực hiện chủ trương của Quốc hội và Chính phủ, các tỉnh đều xóa bỏ cấp tổng, đồng thời các làng, xã nhỏ hợp nhất thành xã lớn hơn và bỏ tên phủ gọi chung là huyện. Do đó, đầu năm 1946 hai làng Sơn Tang và Phương Viên hợp nhất thành xã Đức Thắng, còn làng Thổ Tang được chuyển thành xã Thổ Tang. Năm 1949, xã Thổ Tang hợp nhất với xã Đức Thắng thành xã Thái Học. Cuộc kháng chiến chống thực dân Pháp kết thúc, năm 1955 làng Sơn Tang được tách ra để thành lập xã Vĩnh Sơn, xã Thái Học còn lại hai làng Thổ Tang và Phương Viên. Đến đầu năm 1965, xã Thái Học được đổi tên thành xã Thổ Tang.
Ngày 2 tháng 4 năm 2007, Chính phủ ban hành Nghị định 51/2007/NĐ-CP. Theo đó, thành lập thị trấn Thổ Tang trên cơ sở toàn bộ 526,79 ha diện tích tự nhiên và 14.049 người của xã Thổ Tang.

## Kinh tế
Thổ Tang trước kia vốn là một vùng đất thuần nông, chuyên "trồng dâu, nuôi tằm". Với dân số đông và diện tích nông nghiệp khá eo hẹp, người dân dù cần mẫn lao động trên quỹ đất đồng ruộng ít ỏi quanh năm cũng không đủ nuôi sống gia đình. Vì vậy, người dân Thổ Tang bắt đầu đổ đi tứ xứ để làm ăn, buôn bán kiếm sống, lập nghiệp... Nghiệp buôn bán của Thổ Tang bắt nguồn từ đó...
Nói về truyền thống buôn bán, tuy không có thuận lợi (cận thị, cận giang) và cũng không được hưởng chính sách hỗ trợ của Chính phủ để phát triển như nhiều địa phương khác... Nhưng nhờ đức tính cần mẫn, chăm chỉ, người dân Thổ Tang vẫn ngày đêm miệt mài tìm hướng lao động, sản xuất, kinh doanh làm giàu cho bản thân và quê hương.
Thế mạnh về kinh tế của Thổ Tang là kinh doanh nông sản, ngoài ra còn có dịch vụ vận tải, thương mại và sản xuất. Trong những năm gần đây, cơ cấu kinh tế của Thổ Tang được xác định theo hướng: công nghiệp - dịch vụ - thương mại - nông nghiệp.
Thổ Tang có nhiều tiềm năng, lợi thế để thu hút đầu tư phát triển kinh tế xã hội, đặc biệt là nguồn lực đầu tư từ chính người dân Thổ Tang làm ăn xa xứ trở về phát triển quê hương. Kinh tế Thổ Tang luôn đạt mức tăng trưởng cao trong 10 năm gần đây. Tốc độ tăng trưởng kinh tế của thị trấn luôn cao hơn mức bình quân chung của cả huyện và toàn Tỉnh. Cơ cấu kinh tế của Thổ Tang trong những năm vừa qua chuyển biến theo hướng tích cực, có sự chuyển dịch phù hợp với xu thế chung của toàn tỉnh và xã hội, tăng tỷ trọng ngành công nghiệp, thương mại và dịch vụ, giảm dần tỷ trọng ngành nông nghiệp.

## Di tích
Tại Thổ Tang hiện còn lưu giữ và bảo tồn được nhiều di tích lịch sử có giá trị như Chùa Tùng Vân, Đền Trúc Lâm, Đình Thổ Tang, Miếu Nhà Nuôi.

## Danh nhân
- Nguyễn Thái Học